# 明聖王后
明聖王后 金氏（韓語：명성왕후 김씨，1642年—1683年）本貫清風。清風府院君金佑明和德恩府夫人宋氏之長女，朝鮮王朝第18代君主顯宗的王妃，第19代君主肅宗的母親。

## 生平
朝鮮仁祖二十年（1642年）五月十七日，金氏生於長通坊私第。

孝宗二年（1651年）被封為世子嬪，與世子李棩行嘉禮於「於義洞本宮」（孝宗潛邸）。

孝宗九年（1658年）四月二十八，世子嬪金氏生長女郡主，六月三日長女郡主夭折。

孝宗十年（1659年）五月初九日受冊為王妃，十一月十五日生次女明善公主。

顯宗二年八月十五日（1661年），於慶德宮會祥殿生元子李焞。

顯宗三年（1662年）十二月四日丑時，生三女明惠公主。

顯宗六年（1665年），生四女明安公主李溫姬。

顯宗八年（1667年），七歲（虛歲）的獨子李焞被冊封為王世子。

顯宗十四年（1673年）四月二十七日，十二歲（虛歲）的三女明惠公主早卒。八月初二，十五歲（虛歲）的次女明善公主早卒

值得一提的是，顯宗所有子女（一子四女）皆為明聖王后嫡出，從無旁出。
1674年顯宗逝世，世子李焞繼位，即肅宗，尊金氏為王大妃。肅宗即位後於肅宗二年（1676年）為母親上尊號顯烈，因此金氏亦被稱作顯烈王大妃。由於肅宗年幼，所以金氏得以影響朝政，並寵信西人黨。據說張禧嬪曾被逐出宮，便是明聖王后所為。
肅宗六年二月十八日（1680年），顯宗唯一存活至成年的公主，十六歲（虛歲）的明安公主李溫姬下嫁吳斗寅之子海昌尉吳泰周
肅宗九年十二月五日於昌慶宮儲承殿逝世，與顯宗合葬於京畿道九里市的崇陵（숭릉）。群臣上諡號「明聖」，徽號「貞獻文德」，英祖四十八年再加上尊號「禧仁」，全稱顯烈禧仁貞獻文德明聖王后（현렬희인정헌문덕명성왕후）。

## 家族
| 关系     | 姓名     | 生卒年     | 封号/职位  | 备注                                                      |
| -------- | -------- | ---------- | ---------- | --------------------------------------------------------- |
| 本生曾祖 | 金興宇   | 1564－1594 |            | 表字「善慶」，金棐长子。                                  |
| 外曾祖   | 宋希命   |            |            |                                                           |
| 本生祖父 | 金堉     | 1580－1658 | 領議政     | 金興宇长子，孝宗朝領議政。                                |
| 祖母     | 坡平尹氏 |            | 貞敬夫人   |                                                           |
| 伯父     | 金佐明   | 1616－1671 |            | 金堉长子。                                                |
| 堂兄     | 金錫冑   | 1634－1684 |            | 表字「斯百」。                                            |
| 嗣曾祖   | 金興祿   | 1566－1591 |            | 表字「善應」，金棐次子。                                  |
| 嗣祖父   | 金址     | 1585－1631 | 贈領議政   | 金興祿长子，金佑明养父。                                  |
| 祖母     | 迎日鄭氏 |            | 贈貞敬夫人 |                                                           |
| 外祖     | 宋國澤   | 1597－1659 |            |                                                           |
| 外祖母   | 晉州姜氏 |            | 贈貞敬夫人 |                                                           |
| 父亲     | 金佑明   | 1619－1675 |            | 金堉次子，过继给堂叔金址为嗣。 正祖王妃孝懿王后的五代祖。 |
| 母亲     | 恩津宋氏 | 1621－1660 | 德恩府夫人 | 参议赠左贊成宋国澤之女。                                  |
| 兄       | 金萬胄   | 1639－1657 | 贈吏曹判書 |                                                           |
| 弟       | 金錫翼   | 1645－1686 |            | 表字「汝两」。                                            |
| 弟       | 金錫衍   | 1648－1723 | 工曹判書   | 表字「汝百」，孝懿王后的本生高祖。                        |
| 弟       | 金錫達   | 1657－1687 |            |                                                           |
| 妹       | 清风金氏 | ？－1709   |            | 适井邑县监權益興。                                        |

### 子女
| 稱號     | 姓名 | 生卒年                                   | 配偶                                               | 備註                                                 |
| -------- | ---- | ---------------------------------------- | -------------------------------------------------- | ---------------------------------------------------- |
| 郡主     |      | 孝宗九年（1658年）四月二十八日－六月三日 | 無                                                 | 長女，早卒，無封號，無追封。                         |
| 明善公主 |      | 1659年－1673年                           | 無                                                 | 顯宗十四年八月初二日逝世。                           |
| 肅宗大王 | 焞   | 1661年－1720年                           | 仁敬王后光山金氏 仁顯王后驪興閔氏 仁元王后慶州金氏 | 朝鮮第19代君主。                                     |
| 明惠公主 |      | 1662年－1673年                           | 無                                                 | 顯宗三年十二月四日誕生，顯宗十四年四月二十七日逝世。 |
| 明安公主 | 溫姬 | 1665年－1687年                           | 海昌尉吳泰周                                       |                                                      |

## 附註
1. 1 2  《承政院日記》孝宗9年（1658年）4月28日「藥房都提調左議政臣元斗杓，提調判尹臣尹絳，副提調行都承旨臣趙啓遠啓曰，世子嬪解娩平安，不勝喜幸之至。……」
2. 1 2  《承政院日記》孝宗9年（1658年）6月3日「政院啓曰，郡主阿只氏喪事，禮曹郞廳及歸厚署官員，依例治喪事，分付之意, 敢啓。傳曰，自內爲之矣，勿爲分付。」
3. 1 2  《承政院日記》顯宗即位年（1659年）11月15日「大妃殿，藥房都提調臣鄭太和口傳啓曰，今此中外想望之際，中宮殿誕生公主，臣民之缺然，有不可言，而閭閻間産婦，或有以男女之輕重，致傷心慮，仍成疾病者，侍側宮人，今若以缺望之意，有所煩說，則不無仍此致傷之患。伏願嚴飭侍側之人，毋露缺然之色，每陳寬譬之言，以爲保護之地，不勝幸甚。答曰，啓辭知道。豈無缺然之心哉？恐有如此之患，故每爲寬慰矣。」
4. 1 2  《胎峯謄錄》庚戌正月十六日……觀象監官員，以領事提調意啓曰，次知內官，招致地官韓必雄分付內，壬寅年十二月初四日丑時生明惠公主阿只氏藏胎事，傳敎矣。……
5. ↑  《明安公主墓誌銘》明安公主。我顯宗大王之女。母明聖王后金氏。以乙巳五月十八日生。七歲受爵封。……
6. 1 2  雪峯遺稿卷之二十一·城南錄·明善公主挽
7. ↑  .   [2021-09-30]. （原始内容存档于2019-09-18）.
8. ↑  《歸溪遺稿·祖考贈領議政府君墓表》……公生於嘉靖甲子，……至甲午四月十六日遂卒，得年三十有一云。……
9. ↑  .   [2013-03-29]. （原始内容存档于2019-10-04）.
10. ↑  .   [2013-03-29]. （原始内容存档于2019-10-12）.
11. ↑  《列聖王妃世譜v4》[祖]址，贈領議政，萬曆乙酉生，崇禎辛未卒，享年四十七。墓在楊州平丘驛。
12. ↑  《同春堂集·通政大夫守全州府尹宋公行狀》
13. ↑  .   [2013-03-29]. （原始内容存档于2019-09-20）.
14. ↑  《列聖王妃世譜v4》[母]封德恩府夫人，恩津宋氏，叅議贈左贊成國澤之女。天啓辛酉生，崇禎後庚子卒，享年四十，墓合窆。
15. ↑  《列聖王妃世譜v8》[高祖]萬冑，贈吏曹判書，己卯生，丁酉卒。
16. ↑  《月谷集·漢城左尹金公墓誌銘》……公以崇禎乙酉生，……丙寅二月七日猝不起。……
17. ↑  《知守齋集·工曹判書金公諡狀》……以仁祖戊子，生公于文貞公松都任所。……癸卯八月十七日卒，享年七十六。
18. ↑  .   [2013-03-29]. （原始内容存档于2014-02-02）.
19. ↑  金錫衍→金道泳→金聖應→金時默→孝懿王后
20. ↑  出生時父親李棩為世子，顯宗即位後並未為夭折長女追封公主爵位
21. ↑  顯宗御筆[永久]